# 風速

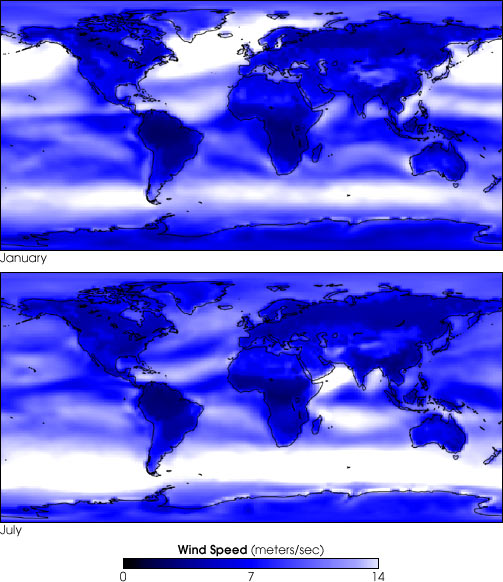
世界の平均風速。白っぽいほど平均風速が高く、青色が濃いほど低い。
上:1月、下:7月

風速（ふうそく、英: wind speed）とは、風として空気が移動する速さのことである。
測定には風速計が使用される。

## 概要
気象庁などで通常使われる単位はm/s（いわゆる秒速）、国際的にはノット (kt) が用いられる。ただし近年、英語圏のテレビの気象予報やニュースでは、視聴者の理解のため便宜上、キロメートル毎時で伝えることが一般的になっている。
日本国内において単に「風速」という場合、地上気象観測では、地上約10メートルの高さにおける10分間の平均風速を表し、0.25秒ごとに更新される3秒（12サンプル）平均を瞬間風速という。また、平均風速の最大値を最大風速、瞬間風速の最大値を最大瞬間風速という。都市部では高層建築物が増えて、地上付近の正確な風の流れの測定が困難になっているため、地上数十メートル以上の高さに風速計が設置されている場合も多い。
風速を計りたくても風速計がない場合は、気象庁風力階級またはビューフォート風力階級などを基に、地物または海面の状況から判断した風力により風速を推定する。
ある時間内における最大の瞬間風速を平均風速で割った値のことを突風率といい、一般には1.5から2.0くらいである。また、風圧は風速の2乗に比例して大きくなることが知られている。
一般的に、陸上より海上のほうが平均風速が速く、逆に突風率は小さい。風速は、地球的に見た大気の状態から建造物による構造的な大気の乱れまでと幅広いスケールの気圧差に影響を受ける。
地球的に見た大気の状態に影響を受け、常に偏西風が吹くヨーロッパ西部は1年を通して一定の風速が保たれているといえる。より小さな例では高気圧や低気圧があり、台風などの熱帯低気圧が接近したときに観測される風速は比較的速い。より小さなものでは竜巻によるものが顕著な例で、100m/sを超える最大瞬間風速が観測されたこともある。また、高層建築物が林立する地域ではビル風が吹く。

## 風速による区分
表の最左側の色彩：風速区分が一目で認識できるように、区分毎の色彩を付することが多い。

### 区分
| 風力                                                                  | 地上10mの風速（以上） | 台風の区分（最大風速） |
| --------------------------------------------------------------------- | --------------------- | ---------------------- |
| 0                                                                     | 0.0 m/s (0 knot)      |                        |
| 1                                                                     | 0.3 m/s (1 knot)      |                        |
| 2                                                                     | 1.6. m/s (4 knot)     |                        |
| 3                                                                     | 3.4 m/s (7 knot)      |                        |
| ４                                                                    | 5.5 m/s (11 knot)     |                        |
| 5                                                                     | 8.0 m/s (17 knot)     |                        |
| 6                                                                     | 10.8 m/s (22 knot)    |                        |
| 7                                                                     | 13.9 m/s (28 knot)    |                        |
| 8                                                                     | 17.2 m/s (34 knot)    |                        |
| 9                                                                     | 20.8 m/s (41 knot)    | 台風                   |
| 10                                                                    | 24.5 m/s (48 knot)    | 台風                   |
| 11                                                                    | 28.5 m/s (56 knot)    | 台風                   |
| 12                                                                    | 32.7 m/s (64 knot)    | 強い台風               |
| 12                                                                    | 43.8 m/s (85 knot)    | 非常に強い台風         |
| 12                                                                    | 54.1 m/s (105 knot)   | 猛烈な台風             |
| 1 kt = 0.514 m/s = 1.852 km/h = 緯度1分/h 1 m/s = 1.944 kt = 3.6 km/h |                       |                        |

この表では「台風（北西太平洋で発生する熱帯低気圧の、気象庁基準の区分）」についてのみ風速の区分を示している。

### スケール
大西洋や北東太平洋のハリケーンの強度区分であるサファ・シンプソン・ハリケーン・スケールは、推定される最大風速によりハリケーンをカテゴリー1からカテゴリー5の5種類に区分している。竜巻の強度区分である藤田スケール（Fスケール）、改良藤田スケール（EFスケール）、TORROスケールも、推定される最大風速ごとに区分されている。

### 気象庁
また、気象庁・各気象台の発表や天気予報で用いる風の強さの表現として、以下のようなものがある。
| 表現         | 定義                                              |
| ------------ | ------------------------------------------------- |
| 静穏         | 風速0.3m/s 未満 の風                              |
| やや強い風   | 10m/s 以上 15m/s 未満 の風                        |
| 強い風       | 15m/s 以上 20m/s 未満 の風                        |
| 非常に強い風 | 20m/s 以上30m/s 未満 の風                         |
| 猛烈な風     | 風速30m/s 以上 または 最大瞬間風速50m/s 以上 の風 |

### 風力階級
また、以下の風力階級も使われている。
| 名称 | 風力 | 秒速 (m/s) | 状態                 |
| ---- | ---- | ---------- | -------------------- |
| 無風 | 0    | 0.0-1.4    | 煙が真直に上る       |
| 軟風 | 1    | 1.5-3.4    | 風のあることを感じる |
| 和風 | 2    | 3.5-5.9    | 樹木の葉を動かす     |
| 疾風 | 3    | 6.0-9.9    | 樹木の小枝を動かす   |
| 強風 | 4    | 10.0-14.9  | 樹木の大枝を動かす   |
| 烈風 | 5    | 15.0-28.9  | 樹木の幹を動かす     |
| 颶風 | 6    | 29.0以上   | 樹木や家を倒す       |

## 風速の記録

### 世界
- 観測史上最大瞬間風速: 484±32 km/h (134±9 m/s,301±20 mph) 3秒間の平均（ドップラー・オン・ホイールズ（英語版）(自動車に搭載された気象レーダー)のレーダー装置による観測）;アメリカ合衆国オクラホマ州オクラホマ郡オクラホマシティと同州クリーブランド郡ムーアの間、1999年5月3日、1999年ブリッジクリーク・ムーア竜巻（英語版）に伴ったもの[4]。
- 風速計を用いて計測された観測史上最大瞬間風速: 113.2 m/sまたは407 km/h (253 mph)3秒間の平均;5分間に発生した5回の極端な突風のうち、最も強かったもの;オーストラリア・西オーストラリア州ピルバラ地方バロー島（英語版）、1996年4月10日、サイクロン・オリビア（英語版）に伴ったもの[5][6]。

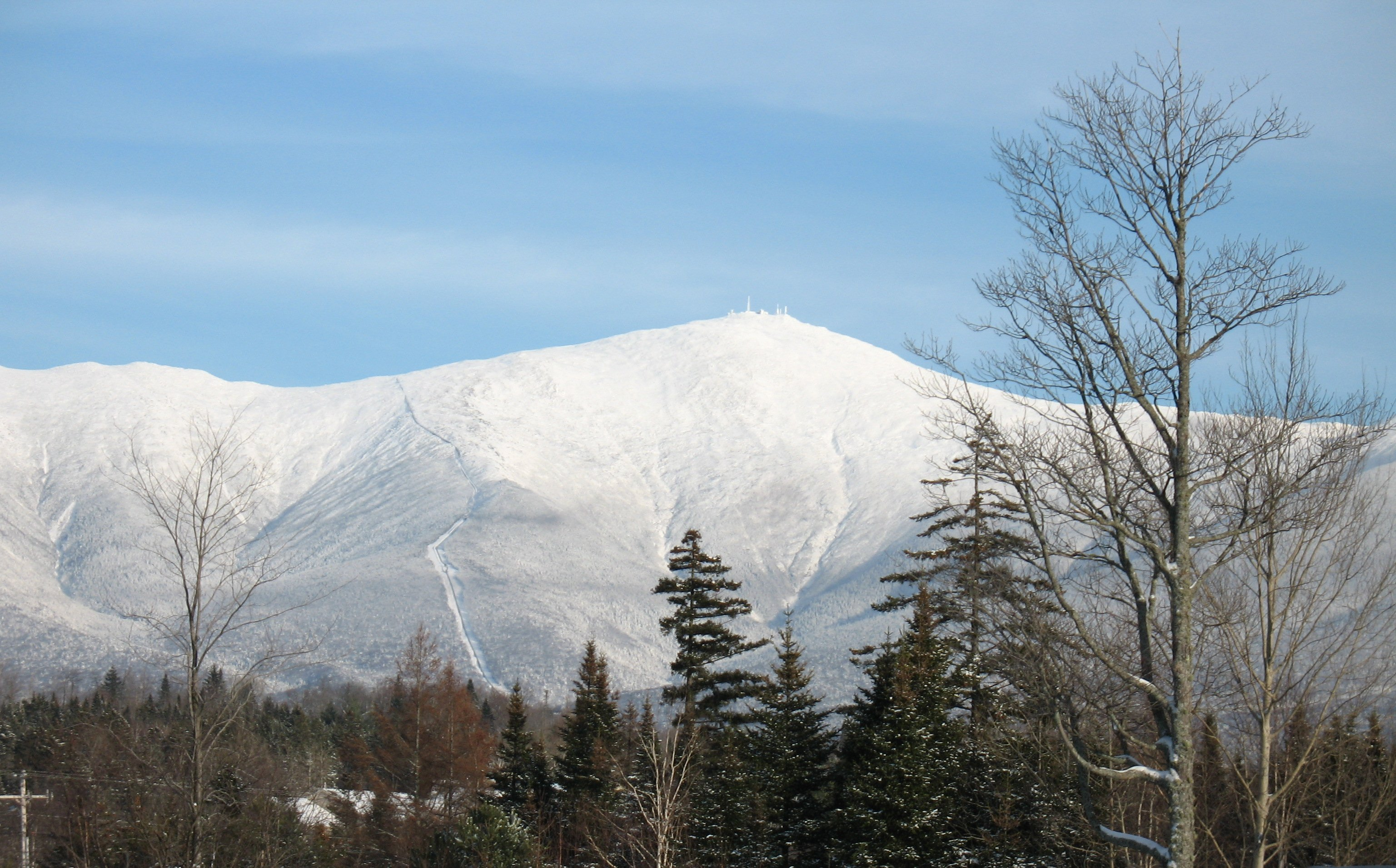
風速計を用いて熱帯低気圧の外側で計測された観測史上最大瞬間風速を記録したアメリカ合衆国のワシントン山

- 風速計を用いて熱帯低気圧の外側で計測された観測史上最大瞬間風速: 372 km/h (103 m/s,231 mph)1分間の平均;アメリカ合衆国ニューハンプシャー州コーアス郡サージェンツ・パーチェス（英語版）（ワシントン山）、1934年4月12日[5][6]。
- 観測史上最大日平均風速: 174 km/h (48 m/s,108 mph);南極大陸・アデリーランドポートマーティン（英語版）、1951年3月21日から22日にかけての24時間[7]。

### 日本国内
- 平地における最大風速 - 69.8m/s 高知県 室戸岬 旧・室戸岬測候所:気象官署（1965年9月10日 台風23号）
- 平地における最大瞬間風速 - 85.3m/s 沖縄県 宮古島 宮古島地方気象台:気象官署（1966年9月5日 台風18号（第2宮古島台風））
- 山岳における最大風速 - 72.5m/s 富士山頂 旧・富士山測候所:気象官署（1942年4月5日）
- 山岳における最大瞬間風速 - 91.0m/s 富士山頂 旧・富士山測候所:気象官署（1966年9月25日 台風26号）